# 雷帕霉素
雷帕霉素（rapamycin），药品通用名西罗莫司（INN/USAN：sirolimus），商品名雷帕明（Rapamune），是一种含氮三烯32环的大环内酯类化合物，具有抗真菌、抗肿瘤、强免疫抑制活性，现主要运用于肾移植的抗排异治疗。雷帕霉素通过抑制白细胞介素-2从而阻碍激活T细胞及B细胞来抑制免疫。
雷帕霉素首次发现于复活节岛土壤样品内吸水链霉菌（Streptomyces hygroscopicus）产物中，雷帕霉素即得名于复活节岛在波利尼西亚语中的名字雷帕岛（Rapa Nui）。雷帕霉素最初设想开发为抗真菌药物，但发现其具有强烈的免疫抑制及抗增殖作用而被放弃用于抗真菌治疗。1999年9月，美国食品药品管理局批准将雷帕霉素作为免疫抑制剂用于肾移植。2009年，美国国家老年研究所资助的研究显示雷帕霉素可延长小鼠的寿限，特别是其最大寿限可延长达60%。同时其也正被研究用于癌症等疾病的治疗。

## 药用发展
1964年，加拿大麦基尔大学的斯坦利·斯科利纳在复活节岛采集了一份土壤样本。他将该样本交给了惠氏药厂实验室，以寻求研发新型抗生素。1972年，研究员筛选出了一种可抑制真菌的物质，并预想用于治疗酵母菌感染。但之后的细胞培养实验显示，它会阻碍免疫细胞增殖。1999年，美国食品药品管理局批准雷帕霉素作为免疫抑制剂用于肾移植。20世纪80年代，研究发现雷帕霉素可抑制肿瘤生长。2007年起，雷帕霉素的两种衍生物开发用于治疗癌症，分为为辉瑞公司的坦罗莫司和诺华公司的依维莫司。2009年，巴夏普长寿与衰老研究所的兰迪·斯特朗实验室、杰克逊实验室的戴维·E·哈里森小组和密歇根大学安阿伯分校的理查德·A·米勒实验室联合报道称雷帕霉素可延长小鼠的寿限。

## 作用机制
雷帕霉素的作用机制为与细胞质基质中的胞浆蛋白FK506结合蛋白12（FKBP12）结合，形成雷帕霉素-FKBP12复合物。该复合物再与mTORC1结合，抑制哺乳动物雷帕霉素靶蛋白（mTOR）通路，产生免疫抑制等作用。哺乳动物雷帕霉素靶蛋白（mTOR）也称为FKBP-雷帕霉素相关蛋白（FRAP）、雷帕霉素与FKBP靶蛋白（RAFT）、RAPT1或SEP。早期使用的名称FRAP及RAFT反应了雷帕霉素必须先与FKBP12结合，只有FKBP12-雷帕霉素复合物才能与mTOR结合。

### TOR基因
在发现雷帕霉素对酵母和人类细胞都具有抗增殖作用后，研究人员意识到调控生长的基因是一个在长期进化中保留下来的高度保守基因。1991年，瑞士巴塞尔大学在对雷帕霉素耐药突变酵母的遗传及分子生物学研究中发现了两个有关雷帕霉素抑制作用的基因，分别为TOR1和TOR2。1994年，美国哈佛大学和怀特黑德生物医学研究所分别在哺乳动物中找到了TOR基因。
TOR基因会编码一种可与其他几种蛋白质结合的酶，并与细胞内的其他蛋白形成蛋白复合物（TORC），调控多种与生长相关的细胞生理过程。其中，雷帕霉素主要影响TORC1。

### TOR蛋白
mTOR蛋白能够感知细胞内营养物的变化、缺氧、DNA损伤等压力。当机体受压力时，TOR蛋白活性将降低，通过抑制合成和分裂保存能量，并通过自噬再利用营养物，用于必要之处，等待环境的改善；而当机体压力较小时，TOR蛋白活性将提高，加速分裂生长，更快的成熟。对果蝇TOR蛋白研究后发现，其细胞在受环境压力时会选择优先合成线粒体等关键组件。
TOR蛋白与胰岛素信号通路相互联系。胰岛素可在相关蛋白的协助下激活TOR信号通路。TOR蛋白与胰岛素通路为负反馈，TOR蛋白激活后可降低细胞对胰岛素的敏感性。因此，营养过剩引起的TOR蛋白过度活化将导致细胞对胰岛素耐受，从而引发高血糖及糖尿病。
从生命发育的整体看，在哺乳动物幼年时期：环境压力小时，mTORC1受到胰岛素及相关生长因子激活，促进细胞成分的合成，加速细胞生长和增殖，同时抑制自噬作用；而环境压力大时，mTORC1活性降低，细胞停止复制并增强自噬作用，为细胞修复及能量系统重建提供能量和原材料。在哺乳动物成年后：若mTORC1活性持续维持于高水平，将导致蛋白质合成过度，蓄积错误折叠的蛋白质等；细胞异常增殖，导致动脉粥样硬化等疾病；细胞功能损害，导致胰岛素耐受引起的糖尿病；诱发细胞衰老，对邻近细胞产生毒性。而mTORC1的高活性又会抑制细胞自噬，从而使得细胞无法清除异常蛋白质及细胞器，最终导致机体衰老。若mTORC1活性降低，那么上述进程将减缓，从而减缓机体衰老。
TOR蛋白的功能即是在生命的不同阶段调控机体的生长，有助于机体应对恶劣环境，并又在环境适宜时促进生长繁殖。通过抑制TOR蛋白活性，阻碍T细胞和B细胞的分化分裂即可抑制免疫及抑制癌症，而抑制蛋白质合成则可对阿尔茨海默氏症等合成异常类疾病产生效果。此外，总体在小鼠上显示可达到减缓衰老，延长寿限的作用。

## 临床应用

### 预防排异反应
雷帕霉素相比钙调磷酸酶抑制剂的优点为较低的肾脏毒性。长期应用调钙磷酸酶抑制剂的器官移植患者会倾向于发展为肾功能受损，甚至慢性肾功能衰竭，而使用雷帕霉素则可避免。雷帕霉素尤其适用于因溶血性尿毒症而进行肾移植的患者，若使用钙调磷酸酶抑制剂则可能引起该病的复发。但2008年10月7日，美国食品药品管理局批准了雷帕霉素的安全性标示变更，以警告与其使用相关的肾功能下降风险。
雷帕霉素可单独使用，也可与钙调磷酸酶抑制剂合用，如他克莫司或霉酚酸酯。雷帕霉素可能存在伤口愈合障碍及血小板减少的副作用；因此，一些器官移植中心并不会在移植手术后立即使用雷帕霉素，而是在术后数周或数月才开始应用。
雷帕霉素的最佳应用量尚未确定，现正进行着一系列临床试验。每位患者从小肠吸收雷帕霉素至血液系统的程度都不尽相同。同剂量下，部分患者的血药浓度最高可为其他患者的八倍。因此，需将血药浓度控制于适合于患者最佳浓度。这取决于下一次给药前的血药低谷浓度。
不过，其血药浓度与药物暴露量之间存在良好的相关性。雷帕霉素与他克莫司的药时曲线下面积近似，所以仅需了解两者的药代动力学类型即可。此外，在同时服药时，两者的药代动力学类型不变。他克莫司剂量校正的药物暴露量与雷帕霉素相关，所以其生物利用度类似。

### 冠状动脉支架涂层
雷帕霉素的抗增殖作用可用于冠状动脉支架的涂层，以防止冠状动脉球状囊血管成形术可能的形成的再狭窄。雷帕霉素配制于聚合物涂层中缓控释放，可用于冠状动脉介入治疗愈合期治疗。几个大型的临床研究已证明，使用雷帕霉素洗脱支架的患者与使用裸金属支架的患者相比，其再狭窄率更低，从而能减少重复手术的概率。一种雷帕霉素洗脱冠状动脉支架已由强生公司下的分公司上市销售。但该支架可能会增加血管栓塞的风险。

### 晚期腎細胞癌
mTORC1參與的細胞功能包含營養、能量代謝、氧化還原的感測、控制蛋白質合成等。若感測生長環境壓力大，例如缺氧或營養不足，mTOR將受抑制，降低細胞生長與複製的速度；相反地，若環境合適則推動細胞生長與複製，不受控制的mTOR活化則可能導致細胞的癌化。mTOR蛋白接收來自上游PI3K/AKT途徑的刺激後，帶動下游蛋白質如4EBP, S6K的訊號傳遞。
而雷帕黴素具抑制mTORC1途徑的功能，Everolimus即是抑制mTOR蛋白的標靶藥物。藉由抑制mTOR蛋白，以抑制腫瘤細胞生長、血管增生及代謝功能，達到減緩腫瘤細胞生長、擴散或凋亡。唯其降低免疫的副作用，服用後可能造成白血球數目降低、血小板缺乏、皮疹與口腔發炎。
目前美國FDA已核准使用於治療晚期腎細胞癌，台灣衛生福利部也於2011年2月1日後納入健保給付，可以用於經「sunitinib或sorafenib治療失敗之晚期腎細胞癌病患」之後，作為晚期腎細胞癌的第二線標靶藥物。

## 副作用

### 肺毒性
雷帕霉素治疗过程中可出现严重的肺毒性并发症，特别是肺移植患者。雷帕霉素与其他大环内酯类mTOR抑制剂引起间质性肺炎的机制目前尚不清楚，可能与mTOR通路无关。该间质性肺病非剂量依赖，但更常见于已有肺部疾病的患者。

### 癌症风险
与所有免疫抑制剂一样，雷帕霉素可能会降低人体的抗癌能力，并使得一些可被自然消灭的癌细胞得以存活并增殖。在接受钙调磷酸酶抑制剂治疗的器官移植患者中，约有10%的患者在70个月后会发展出皮肤肿瘤或淋巴肿瘤。但也有研究称在紫外线诱发癌症相关过程中，如DNA修复，肿瘤抑制蛋白及MMP酶，钙调磷酸酶抑制剂与雷帕霉素具不同的生化机制。不过，雷帕霉素似乎也能降低一些器官移植患者的癌症风险。

### 类糖尿病症状
雷帕霉素通过抑制mTORC1取得大部分有益药理作用，包括动物使用中的延长寿限。但雷帕霉素也能作用于一种相关的复合物mTORC2。对mTORC2的活性的干扰可产生类似糖尿病的症状，如糖耐量下降及胰岛素不敏感。

## 生物合成
雷帕霉素生物合成的核心由聚酮合酶1型（PKS）联合非核糖体肽合成酶（NRPS）完成。雷帕霉素线性聚酮生物合成的酶域由三种多酶组成，包括RapA、RapB及RapC，共包含了14个模块。这三个多酶中，RapA完成前4个聚酮合成链延伸，后6个位于RapB，最后4个位于RapC。然后，线性聚酮合成由NRPS（RapP）修饰，于聚酮合成终端增加L-六氢吡啶羧酸。最后，分子环化，生成前体产物，前雷帕霉素（prerapamycin）。
前雷帕霉素核心大环通过5种酶的修饰将最终形成雷帕霉素。首先，核心大环由RapI，腺苷甲硫氨酸依赖型氧甲基化酶（MTase）修饰，C39甲氧基化。第二，由RapJ，细胞色素P450修饰，C9加羰基。第三，另一个甲基化酶，RapM甲氧基化C16。第四，另一个P-450，RapN在C27加羟基，并紧接着由不同的甲基化酶，RapQ将C27甲氧基化，最终形成雷帕霉素。
负责雷帕霉素生物合成的基因已被确定。其具三个巨型的开放阅读框，分布为rapA、rapB和rapC，其分别编码巨型复合酶RapA、RapB和RapC。rapL基因编码辅酶Ⅰ依赖赖氨酸环化脱氨酶，其可将L-赖氨酸转化为聚酮合成末端所需的L-六氢吡啶羧酸。rapP基因嵌于PKS基因之间，并与rapC翻译耦合。rapC编码NPRS，其功能为结合L-六氢吡啶羧酸、链末端终止及前雷帕霉素的环化。此外，rapI、rapJ、rapM、rapN、rapO和rapQ都已被确定为编码修饰前雷帕霉素核心大环的修饰酶。最后，rapG和rapH已被确定为编码通过控制PKS基因的表达来积极调节雷帕霉素合成的酶。

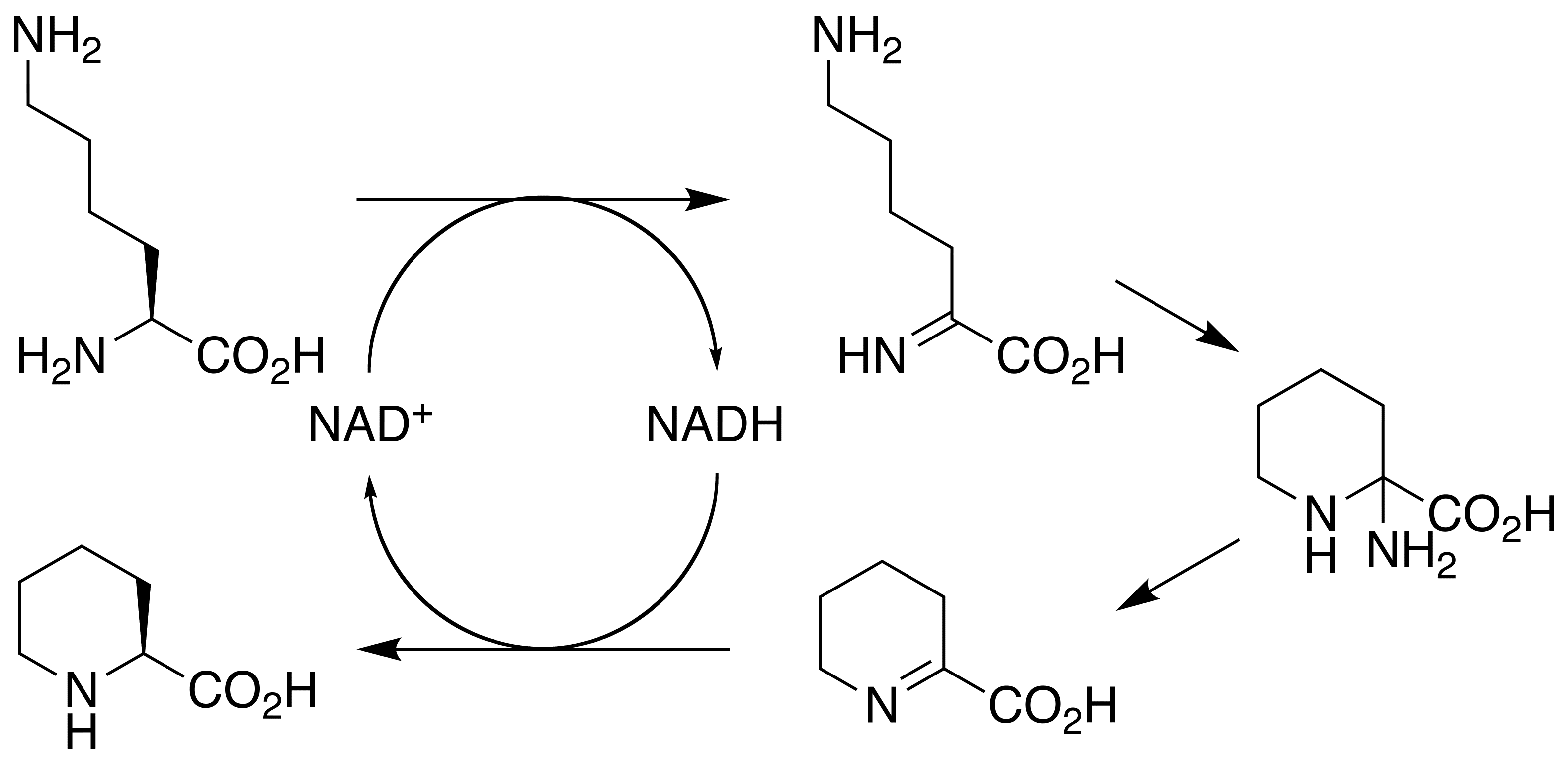
L-赖氨酸转化为L-六氢吡啶羧酸的机理

核心大环的生物合成起始于4,5-二羟环己基-1-烯羧酸酸，其来源于莽草酸途径。但要注意的是，起始化合物在转运至模块1时失去环己烷环。之后，起始化合物通过一系列以连接在酰基载体蛋白（ACP）上的丙二酰或甲基丙二酰为底物的克莱森缩合反应进行修饰，每个聚酮合成反应增加2个碳原子。每一次缩合后，聚酮将被酶域进一步修饰，如消除或脱水。当线性聚酮合成完成时，NRPS将会把由赖氨酸环化脱氨酶合成的L-六氢吡啶羧酸结合至聚酮末端。之后，NSPS环化聚酮，形成前雷帕霉素。核心大环之后通过一系列的甲基化酶甲氧基化及P-450氧化，最终生存雷帕霉素。

## 研究

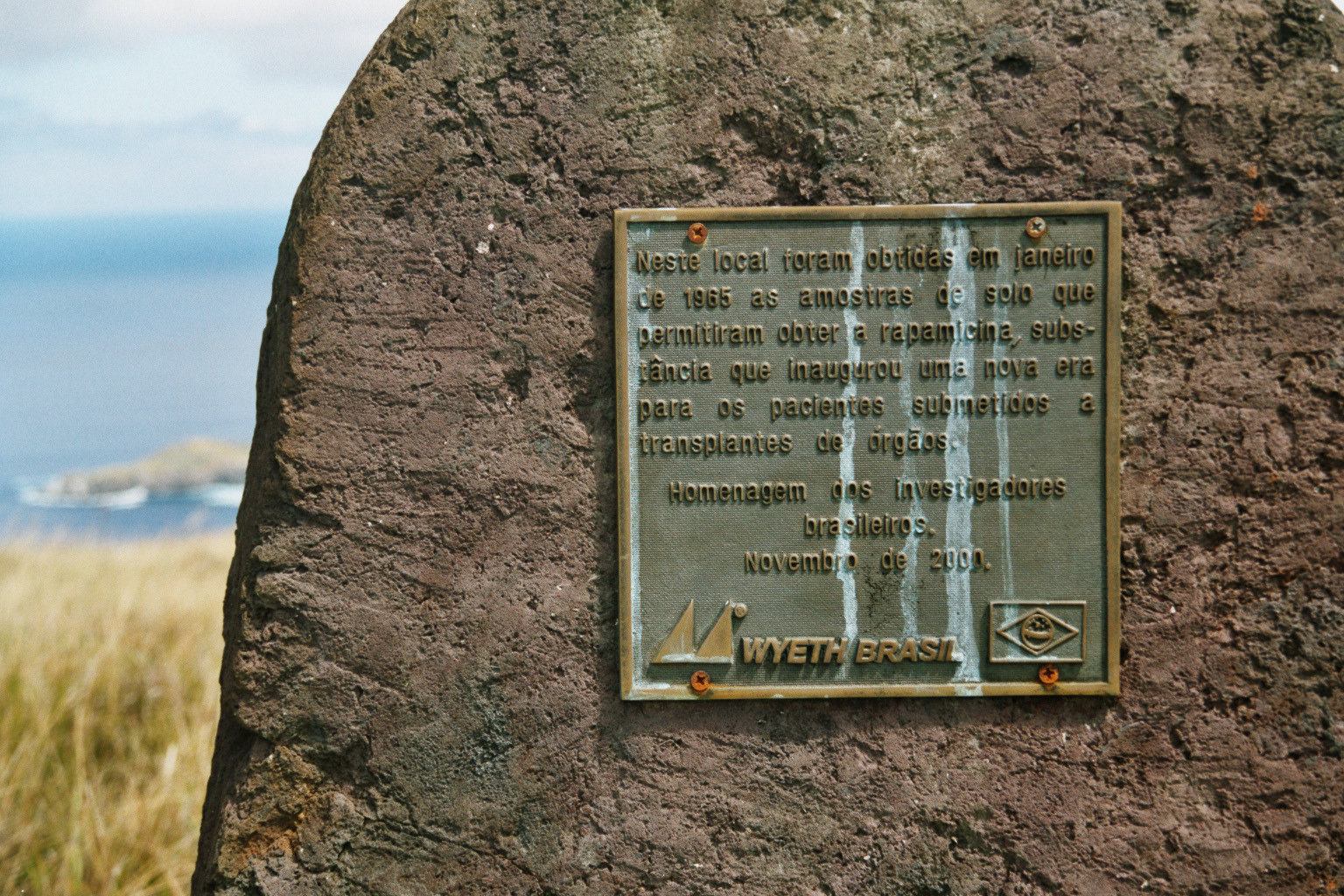
复活节岛上纪念发现雷帕霉素的牌匾

### 癌症
雷帕霉素的抗增殖作用有可能被运用于治疗癌症。雷帕霉素可抑制肾移植患者所患卡波西氏肉瘤的进程。其他mTOR抑制剂，如西罗莫司及依维莫司正在被测试用于多形性成胶质细胞瘤及套细胞淋巴瘤的治疗。
现已被证明，阿霉素与雷帕霉素联用可推动缓解小鼠AKT阳性淋巴瘤。AKT信号可促进AKT阳性淋巴瘤细胞存活，并影响化疗药物如阿霉素或环磷酰胺的细胞毒性。雷帕霉素可阻断AKT信号，使细胞失去化疗药物抗性。此外，雷帕霉素对Bcl-2阳性淋巴瘤细胞完全无效，eIF4E表达淋巴瘤也对雷帕霉素不敏感。

### 延长老鼠寿限
2006年，雷帕霉素是第一个发现具有延长真核生物寿限的药物。并发现雷帕霉素对酵母细胞寿限存在剂量反应影响。2009年发现，投喂雷帕霉素的雄性小鼠和雌性小鼠寿限分别延长了28%和38%，最高寿限分别延长了9%和14%。值得注意的是，9月龄和20月龄小鼠运用雷帕霉素的效果相同，而20月龄的小鼠相当于人类年龄的60岁。这表明，对于人类的有效抗衰老治疗可能只需运用于高龄阶段，而非终身。不过，因雷帕霉素存在强烈的免疫抑制作用，人类服用雷帕霉素存在严重感染的风险。因不确定雷帕霉素对于人类是否具有类似的延长寿限的作用，所以研究者警告健康人群不应为此使用雷帕霉素。
美国罗斯威尔·帕克癌症研究所的米哈伊尔·V·布拉格斯克隆尼认为TOR蛋白在机体成熟后，将会推动机体衰老死亡。TOR蛋白活性抑制后产生的延长寿限作用是TOR蛋白功能的“异常”效果。

### 结节性硬化症
研究还显示，雷帕霉素对于结节性硬化症（TSC）具疗效。结节性硬化症为先天性疾病，会在脑部、心脏、肾脏、皮肤及其他器官出现良性肿瘤。数个研究确定性指出mTOR抑制剂可缓解结节性硬化症，特别是儿童的室管膜下巨细胞星形细胞瘤及成人的血管平滑肌脂肪瘤。美国在进行许多涉及结节性硬化症的雷帕霉素类似物儿童及成人临床试验。
大多数研究已注意到停止治疗后肿瘤将会复发。理论上来说，它可改善如面部血管纤维瘤、儿童多动症及自闭症等结节性硬化症症状，但这些研究还处于动物试验阶段。

### 小鼠自闭症
研究者在研究雷帕霉素对结节性硬化症中发现雷帕霉素对于自闭症引起的发育迟缓具作用。他们使用3至6月大的成年自闭症小鼠试验，发现在短短3天内就可将自闭症小鼠的智力恢复至正常水平。

### 小鼠阿尔茨海默氏症
雷帕霉素可减少阿尔茨海默氏症脑部病变，减缓患有阿尔兹海默氏症的实验小鼠在水迷宫模型试验中的成绩下滑。

### 其他疾病
雷帕霉素可通过不同机制抑制艾滋病病毒的复制，包括下调辅助受体CCR5表达及诱导自噬。
雷帕霉素也正在被评估作为常染色体显性多囊肾病（ADPKD）的治疗药物。研究中显示雷帕霉素可减少常染色体显性多囊肾病患者的肾脏体积，并减缓肾功能丧失进程。
雷帕霉素已被初步研究用于治疗早衰症。该疾病可导致人体快速衰老，于十几岁即死于中风或心脏病。

## 外部連結
- Rapamune official website
- Rapamycin bound to proteins in the PDB